# The Way of All Flesh
A The Way of All Flesh 1927-ben bemutatott amerikai filmdráma, amelyet Victor Fleming rendezett. A produkciót egy Oscar-díjjal tüntették ki legjobb férfi főszereplő kategóriában.

## Cselekmény
A történet az 1900-as évek elején kezdődik. August Schilling (Emil Jannings) banki dolgozó Milwaukeeban, aki elégedett mind a munkájával, mind a családjával. Amikor felettese megkéri, hogy  vigyen ezer dollárt kötvényekben Chicagóba, találkozik egy csábító szőke hölggyel a vonaton, akinek feltűnnek a kötvények nála. A nő flörtölni kezd Schillinggel, ráveszi hogy vegyen neki egy üveg pezsgőt, és később menjenek egy bárba, amit egy szélhámos működtet. Másnap reggel egy hotelszobában ébred fel a kötvények nélkül. Megtalálja a nőt, akitől először szépen, majd fenyegetve próbálja visszakövetelni a kötvényeket. A bártulajdonos leüti, majd egy közeli vonatszerelvényre teszi.
Amikor a szélhámos megpróbálja a férfi azon dolgait elvenni, hogy ne legyen egykönnyen azonosítható, Schilling magához tér és a dulakodás közben a bártulajdonos egy száguldó vonat elé zuhan és szörnyet hal. Schilling elmenekül, majd kétségbeesetten veszi észre az újságban, hogy halottnak nyilvánították, mert a szélhámos holttestét a saját személyes dolgaival Schilligként azonosították.
Húsz év telik el. Schiller idős és ápolatlan, egy parkban dolgozik szemétszedőként. Egy hóviharos karácsonykor hazaindul egykori otthonához, ahol látja hogy fia, akit még ő tanított zongorázni mára sikeres zenész lett. A film utolsó jelenetében Schilling elsétál az otthonától a zsebében azzal az egy dollárral, amit a fia adott neki, egy vén csavargónak, akiben nem ismerte fel a saját apját.

## Főbb szereplők
| Színész       | Karakter                  |
| ------------- | ------------------------- |
| Emil Jannings | August Schilling          |
| Belle Bennett | Mrs. Schilling            |
| Phyllis Haver | A csábító hölgy           |
| Fred Kohler   | A szélhámos bártulajdonos |

## A filmkópiáról
A filmről egyetlen másolat sem maradt fenn. Így Emil Jennings Oscar-díjas alakítasa az egyetlen olyan, amely nem maradt meg az utókor számára. Továbbá Victor Fleming filmográfiájából ez az egyetlenegy film veszett el.

## Feldolgozás
1940-ben ismét feldolgozták a történetet Akim Tamiroff és Gladys George főszereplésével.

## Oscar-díj
- Oscar-díj (1929)
  - díj: legjobb férfi főszereplő – Emil Jannings

## Fordítás
Ez a szócikk részben vagy egészben  a   The Way of All Flesh (film) című angol Wikipédia-szócikk fordításán alapul.  Az eredeti cikk szerkesztőit annak laptörténete sorolja fel. Ez a jelzés csupán a megfogalmazás eredetét és a szerzői jogokat jelzi, nem szolgál a cikkben szereplő információk forrásmegjelöléseként.